# United States Fencing Association
Die United States Fencing Association (USFA) ist die Dachorganisation für den Fechtsport in den Vereinigten Staaten. Sie wurde 1891 gegründet und hatte im Jahr 2013 ca. 35.000 Mitglieder. Derzeitiger Präsident ist Vitaly Logvin (Stand 2021). Die USFA ist Mitglied der Fédération Internationale d’Escrime sowie des Kontinentalverbandes Confederación Panamericana de Esgrima.

## Geschichte
Die United States Fencing Association wurde 1891 von New Yorker Fechtern als Amateur Fencers League of America gegründet. 1900 nahmen erstmals amerikanische Fechter an den olympischen Spielen teil. Der Verband trat schon 1913 der im selben Jahr gegründeten Fédération Internationale d’Escrime bei. 1958 organisierte die USFA erstmals eine Fechtweltmeisterschaft in Philadelphia, eine weitere folgte 1989 in Denver. 1981 wurde der heutige Name angenommen, 1982 ein nationales Trainingszentrum in Colorado Springs eröffnet.
Die von der USFA vertretenen Fechter gewannen insgesamt 21 Medaillen bei den olympischen Spielen (2 Gold, 7 Silber, 12 Bronze). Beide Goldmedaillen sowie vier weitere Medaillen stammen dabei von der erst seit 2004 olympischen Disziplin Damensäbel.

## Organisation
Zurzeit sind etwa 35000 Mitglieder registriert (Stand 2013). Geleitet wird die USFA von einem Board of Directors, es gibt ein nationales Büro in Colorado Springs. Eine Besonderheit der USFA ist, dass Turniere und Fechter nach Leistung klassifiziert werden (Fechter von Leistungsklasse E zu Leistungsklasse A, Turniere von E1 bis A4).